# Koi no Fuga

 Koi no Fuga  (恋のフーガ) est une chanson japonaise, écrite par Rei Nakanishi et composée par Koichi Sugiyama, reprise de nombreuses fois. Elle donne son titre à trois singles : l'original de 1967 interprété par le duo The Peanuts, une reprise par Yuki Koyanagi en 2003, et une reprise par le duo W en 2005. Elle est aussi reprise sur divers disques par Candies, Hiromi Iwasaki, GO!GO!7188, ManaKana (en)...

## Single de The Peanuts
Koi no Fuga  (恋のフーガ) est un single du groupe The Peanuts, sorti en août 1967 au Japon sous le label King Records.

## Single de Yuki Koyanagi
Koi no Fuga  (恋のフーガ) est un single de Yuki Koyanagi, sorti le 6 août 2003 au Japon sous le label Warner Music Japan.

## Single de W
Singles de W
Robo Kiss
(2004) Ai no Imi wo Oshiete!
(2005)
 Koi no Fuga  (恋のフーガ) est le quatrième single du groupe de J-pop W, sorti le 9 février 2005 au Japon sous le label zetima, produit par Tsunku. Il atteint la 12e place du classement de l'Oricon, et reste classé pendant quatre semaines, pour un total de 20 922 exemplaires vendus durant cette période. Il sort également au format "Single V" (DVD contenant le clip vidéo) deux semaines plus tard, le 23 février 2005. Les premiers exemplaires ("First Press") du single contiennent la carte à collectionner Hello! Project photo card #0096.
Les deux chansons du single sont des reprises de titres du duo The Peanuts. La chanson-titre est une reprise d'un titre sorti en single en 1967, et figurera sur le deuxième album du groupe, 2nd W qui sort le mois suivant. La chanson en "face B" est une reprise du titre Furimukanaide sorti en single en 1962.
Titres du single CD
1. Koi no Fuga (恋のフーガ?)
2. Furimukanaide (ふりむかないで?)
3. Koi no Fuga (Instrumental) (恋のフーガ...?)

Titres du single V
1. Koi no Fuga (恋のフーガ?) (clip vidéo)
2. Koi no Fuga (Dance Shot Ver.) (恋のフーガ...?) (clip vidéo)
3. Making Eizo (メイキング映像?) (making of)